# Gabriela Schloesser
Gabriela Schloesser zd. Bayardo (ur. 18 lutego 1994) – meksykańsko-holenderska łuczniczka, wicemistrzyni olimpijska z Tokio 2020, wicemistrzyni świata.
Urodziła się w Meksyku i początkowo reprezentowała barwy tego państwa. Po wyjściu za mąż za holenderskiego łucznika Mike'a Schloessera, przeprowadziła się do ojczyzny męża. Z powodu trudności logistycznych zmieniła reprezentację i po wymaganej przepisami Międzynarodowej Federacji Łuczniczej 12-miesięcznej pauzie, w 2018 zadebiutowała w barwach Holandii.

## Wyniki

### Reprezentacja Meksyku
| Impreza   | Rok | Miejsce | Konkurencja | Pozycja |                      |      |                |               |     |
| --------- | --- | ------- | ----------- | ------- | -------------------- | ---- | -------------- | ------------- | --- |
| Impreza   | Rok | Miejsce | Konkurencja | Pozycja | Igrzyska olimpijskie | 2016 | Rio de Janeiro | indywidualnie | 17. |
| drużynowo | 5.  |         |             |         | Igrzyska olimpijskie | 2016 | Rio de Janeiro |               |     |

### Reprezentacja Holandii
| Impreza            | Rok    | Miejsce          | Konkurencja   | Pozycja |                      |      |       |               |     |
| ------------------ | ------ | ---------------- | ------------- | ------- | -------------------- | ---- | ----- | ------------- | --- |
| Impreza            | Rok    | Miejsce          | Konkurencja   | Pozycja | Igrzyska olimpijskie | 2020 | Tokio | indywidualnie | 17. |
| mikst              | srebro |                  |               |         | Igrzyska olimpijskie | 2020 | Tokio |               |     |
| Mistrzostwa świata | 2019   | 's-Hertogenbosch | indywidualnie | 17.     |                      |      |       |               |     |
| Mistrzostwa świata | 2019   | 's-Hertogenbosch | drużynowo     | 32.     |                      |      |       |               |     |
| Mistrzostwa świata | 2019   | 's-Hertogenbosch | mikst         | srebro  |                      |      |       |               |     |
| Mistrzostwa świata | 2021   | Yankton          | indywidualnie | 9.      |                      |      |       |               |     |
| Mistrzostwa Europy | 2018   | Legnica          | indywidualnie | 7.      |                      |      |       |               |     |
| Mistrzostwa Europy | 2018   | Legnica          | drużynowo     | 9.      |                      |      |       |               |     |
| Mistrzostwa Europy | 2018   | Legnica          | mikst         | 5.      |                      |      |       |               |     |
| Mistrzostwa Europy | 2021   | Antalya          | indywidualnie | 9.      |                      |      |       |               |     |
| Mistrzostwa Europy | 2021   | Antalya          | mikst         | 9.      |                      |      |       |               |     |